# Stenodyneriellus carnarvonensis
Stenodyneriellus carnarvonensis är en stekelart som beskrevs av Giordani Soika 1977. Stenodyneriellus carnarvonensis ingår i släktet Stenodyneriellus och familjen Eumenidae. Inga underarter finns listade i Catalogue of Life.